# Adoración de los pastores (Retablo de María de Aragón)
La adoración de los pastores es una obra del Greco, realizada entre 1596 y 1600, para el retablo de doña María de Aragón, destinado para el Colegio de doña María de Aragón. Se exhibe en una de las salas del Museo Nacional de Bellas Artes (Bucarest).

## Introducción
En 1596, el Greco se comprometió a realizar un retablo de la iglesia del Colegio de doña María de Aragón, cuyo nombre alude a doña María de Aragón, la mecenas que pagó las obras. El Greco recibió el encargo del Consejo de Castilla, que se había hecho cargo de las obras después de la muerte de doña María. Existen documentos atestiguando que el retablo debía realizarse en tres años, valorándose el trabajo en algo más de sesenta y tres mil reales, el precio más alto que el pintor consiguió en su vida. Sin embargo no hay referencias del número de cuadros que formaban el retablo, ni de su temática, ni de su estructura. Se cree que el presente lienzo figuraba en el piso bajo, a la izquierda.

## Tema de la obra
El evangelio de Lucas es el único evangelio canónico que narra la Anunciación a los pastores y la Adoración de los pastores [Lc 2:8-20]. Seguramente el lienzo la Adoración de los pastores (Correggio) —donde el Niño Jesús es la fuente de luz— fue el modelo que inspiró las primeras versiones del Greco sobre esta temática, ya que debió haber visto esta pintura durante su estancia en Italia.

## Análisis
- Museo Nacional de Bellas Artes en Bucarest, Rumania.Inv. 8423/457;
- Pintura al óleo sobre lienzo;
- Dimensiones: 346 x 137 cm según Wethey[5] (364 x 137 cm según el Museo);[6]
- Datación: 1596-1600;
- Consta con el número 12 en el catálogo razonado de Harold Wethey, y con el 107-A en el de Tiziana Frati;[7]
- Firmado con letras griegas en cursiva, en el papel de la parte inferior izquierda: δομήνικος Θεοτοκóπουλος ε'ποíει.

El pintor repite los esquemas aprendidos en su estancia en Roma y en las obras realizadas para el Monasterio de Santo Domingo el Antiguo. La figura del Niño Jesús emite un foco de luz que ilumina toda la escena y congrega a su alrededor a la Virgen María, san José, un ángel y un pastor que ofrece un cordero, símbolo del Agnus Dei. En el fondo conversan dos personas, característica de la pintura del Renacimiento. Las tonalidades parecen extraídas de las mejores obras del Manierismo, mientras que la verticalidad del lienzo obliga a acentuar aún más las alargadas figuras, tradicionales en la obra del Greco.
Esta obra es en gran parte una reinterpretación de la Adoración de los pastores (Santo Domingo el Antiguo). Las similitudes con aquel lienzo son, en la parte superior, un amplio rompimiento de gloria y, en la parte inferior, la forma en la cual san José, la Virgen María, el ángel y el pastor forman un círculo alrededor del Niño Jesús, así como en la colocación respectiva de estas figuras. Sin embargo, el Greco introduce novedades con respecto a aquella pintura, a fin de destacar la intervención del Cielo, así como el significado eucarístico del evento:
- Acerca al primer plano el coro de ángeles que porta la filacteria.
- Introduce entre los pastores un ángel, con las manos sobre su pecho.
- Representa en primer plano un cordero con las patas atadas, que prefigura el futuro sacrificio de Jesús.
- La luz es muy contrastada, centrada en el Niño Jesús y en el grupo central, lo que confiere a este lienzo una gran espiritualidad.[9]

La Virgen no está representada en actitud de adoración, sino abriendo los pañales para mostrar al Niño, y san José ha sido trasladado a un segundo plano. La representación del portal de Belén como un edificio clásico en ruinas responde a las descripciones de la época del Greco, y contribuye magníficamente a unificar las partes superior e inferior de la obra.